# Protozetes clavatus
Protozetes clavatus är en kvalsterart som beskrevs av Sandór Mahunka och Palacios-Vargas 1996. Protozetes clavatus ingår i släktet Protozetes och familjen Microzetidae. Inga underarter finns listade i Catalogue of Life.